# غفيدوناس ماركيفيسيوس
غفيدوناس ماركيفيسيوس (بالليتوانية: Gvidonas Markevičius) مواليد 22 نوفمبر 1969 في الجمهورية الليتوانية السوفيتية الاشتراكية، الاتحاد السوفيتي، هو لاعب كرة سلة ليتواني سابق. بدأ مسيرته الاحترافية في سنة 1986. يبلغ طوله 6 قدم 5 بوصة (2.0 م). حقق المركز الثاني في بطولة أمم أوروبا لكرة السلة 1995. اعتزل اللعب في 2005.

## المسيرة الاحترافية
لعب مع زالغيريس لكرة السلة من سنة 1986 إلى 1990، ثم لعب مع نادي جلونا غورا لكرة السلة من سنة 1991 إلى 1995، ثم لعب مع نادي أتلتاس لكرة السلة في موسم 1995–1996.

## الميداليات
| الميدالية | المسابقة                         |
| --------- | -------------------------------- |
| فضية      | بطولة أمم أوروبا لكرة السلة 1995 |

## روابط خارجية
- غفيدوناس ماركيفيسيوس على موقع الاتحاد الدولي لكرة السلة (الإنجليزية)
- غفيدوناس ماركيفيسيوس على موقع كرة السلة الأوروبية.كوم (الإنجليزية)
- غفيدوناس ماركيفيسيوس على موقع ريلجم (الإنجليزية)
- غفيدوناس ماركيفيسيوس على موقع بروبوليرز (الإنجليزية)